# Jamaicai leguán
A jamaicai leguán (Cyclura collei) a hüllők (Reptilia) osztályának pikkelyes hüllők (Squamata) rendjéhez, ezen belül a gyíkok (Sauria vagy Lacertilia) alrendjéhez, a leguánalakúak (Iguania) alrendágához és a leguánfélék (Iguanidae) családjához tartozó faj.

## Elterjedése
Jamaica területén őshonos.

## Megjelenése
A jamaicai leguán a szigetország legtermetesebb szárazföldi állata. A hímek testhossza 42 cm, a nőstények testhossza pedig 37 cm. Színe elsősorban zöld, tengerkék színű, a válla sötét olajzöld.

## Életmódja
A jamaicai leguán, úgy mint a Cyclura nem többi faja elsősorban növényevő. Étlapján több, mint 100 növényfaj szerepel. Még a gerincteleneket sem veti meg.

## Természetvédelmi állapota
A betelepített jávai mongúzok megdézsmálják a kis jamaicai orrszarvú leguánokat. A szénégetések is fenyegetik a jamaicai orrszarvú leguánokat. Az állatkertek is dolgoznak a faj megmentése érdekében.

## Fordítás
- Ez a szócikk részben vagy egészben  a   Jamaican iguana című angol Wikipédia-szócikk ezen változatának fordításán alapul.  Az eredeti cikk szerkesztőit annak laptörténete sorolja fel. Ez a jelzés csupán a megfogalmazás eredetét és a szerzői jogokat jelzi, nem szolgál a cikkben szereplő információk forrásmegjelöléseként.

## Külső hivatkozások
- Képek interneten a fajról